# Locke (film)
Locke è un film del 2013 scritto e diretto da Steven Knight, con protagonista Tom Hardy.
La pellicola è stata presentata fuori concorso alla 70ª edizione della Mostra internazionale d'arte cinematografica di Venezia.

## Trama
(Katrina Locke, al telefono col marito)
Dopo una giornata di lavoro, Ivan Locke, capocantiere presso un'importante ditta di costruzioni, sale in auto e si avvia verso una località sconosciuta: durante il tragitto inizia a fare una serie di telefonate. Dapprima telefona a Bethan, la donna che lo aspetta in ospedale, in attesa del parto a cui ha promesso di assistere; quindi alla sua famiglia, alla moglie Katrina e a uno dei due figli, che lo attendono come ogni sera a casa.
Alla moglie confida un tradimento di mesi prima, con una donna matura conosciuta durante un viaggio di lavoro. La donna è rimasta incinta e ha deciso di tenere il bambino: Katrina, distrutta dalla notizia, scoppia in lacrime. Inoltre, Ivan si trova alla vigilia di una delicata e importantissima giornata di lavoro, il cui esito dipende dalla sua presenza; chiama Donal, un suo sottoposto, e lo incarica di lavorare al suo posto.
Al tempo stesso, viene licenziato in tronco dal suo capo, Gareth, non appena gli dice che non si recherà al lavoro l'indomani. Tra le varie telefonate che si susseguono, Locke parla tra sé e sé rivolgendosi a suo padre, morto anni prima e colpevole di averlo abbandonato. Dopo aver perso il lavoro, la casa e l'amore della propria moglie, si ripromette di portare a termine ogni cosa nel migliore dei modi, e di non seguire l'esempio del padre. Quando Locke arriva nei pressi dell'ospedale, Bethan lo chiama e gli fa sentire il vagito del neonato.

## Produzione

### Riprese
Le riprese del film, iniziate il 18 febbraio 2013, si sono svolte in sole otto notti consecutive: ogni notte è stato girato l'intero film, con Hardy al volante dell'auto e gli altri attori al telefono in una stanza d'albergo; in fase di montaggio, per ciascuna scena sono state scelte le performance migliori abbinate poi alle reazioni più adatte all'altro capo del filo.

### Regia
Steven Knight ha girato il film in tempo reale. Knight commenta così la scelta: 
(Steven Knight)

## Promozione
Il primo trailer del film viene diffuso il 17 febbraio 2014.

## Distribuzione
La pellicola è stata presentata il 2 settembre 2013 alla 70ª edizione della Mostra internazionale d'arte cinematografica di Venezia nella sezione Fuori concorso. Il film è stato distribuito nelle sale cinematografiche statunitensi a partire dal 18 aprile 2014, uscendo poi nelle sale italiane il 30 aprile dello stesso anno.

### Divieto
Il film è stato vietato negli Stati Uniti d'America ai minori di 18 anni non accompagnati da adulti, per la presenza di linguaggio scurrile.

## Accoglienza

### Incassi
Il film ha incassato 1375769 $ negli Stati Uniti.

### Critica
Il film è stato accolto positivamente dalla critica. Sul sito Rotten Tomatoes ottiene il 91% delle recensioni professionali positive con un voto medio di 7,7 su 10, basato su 181 critiche.
Richard Roeper, con un voto di 5 su 5, lo definisce "uno dei suoi film preferiti degli ultimi due anni, e Tom Hardy brillante in ogni ruolo". Peter Travers di Rolling Stone ha scritto: "Locke" è un concentrato di suspense claustrofobica e feroce emozione, soprattutto perché Tom Hardy è una meraviglia ardente". David Thomson del The New Republic lo definisce "il film più inaspettato, brillante e accattivante dell'anno".

## Riconoscimenti
- 2014 - European Film Awards
  - Miglior montaggio a Justine Wright
  - Candidatura per il miglior regista a Steven Knight
  - Candidatura per il miglior attore a Tom Hardy
  - Candidatura per la miglior sceneggiatura a Steven Knight
- 2013 - British Independent Film Awards
  - Miglior sceneggiatura a Steven Knight
  - Candidatura per il miglior attore a Tom Hardy
  - Candidatura per il miglior contributo tecnico a Justine Wright (per il montaggio)
- 2014 - National Board of Review of Motion Pictures
  - Migliori dieci film indipendenti
- 2015 - David di Donatello
  - Candidatura per il miglior film dell'Unione Europea a Steven Knight
- 2014 - St. Louis Film Critics Association Awards
  - Candidatura per il miglior attore a Tom Hardy
  - Candidatura per la miglior sceneggiatura originale a Steven Knight
  - Candidatura per il miglior film d'essai
- 2015 - London Critics Circle Film Awards
  - Candidatura per il miglior attore britannico dell'anno a Tom Hardy
- 2015 - Empire Awards[8]
  - Candidatura per il miglior thriller
- 2014 - Göteborg International Film Festival
  - Candidatura per il miglior debutto internazionale a Steven Knight
- 2014 - Fiuggi Family Festival
  - Premio speciale della giuria della stampa accreditata
  - Premio della giuria giovani